# Геодезична рейка
Геодези́чна ре́йка (рос. рейка геодезическая, англ. geodetic rod, нім. geodätische Latte f) — вимірювальний пристрій, який використовують для визначення перевищень при геодезичних і маркшейдерських роботах. Являє собою дерев'яний брусок завдовжки 1; 2; 3; 4 м; шириною 8 — 12 см; товщиною 2 — 3 см з нанесеною на його поверхню шкалою (з одного або двох боків. Геодезичні рейки розрізнюють за призначенням та конструкцією згідно з сучасною типізацією геодезичних і маркшейдерських інструментів.
Окрім того, «геодезична рейка» — багатозначна міра довжини, яка входить в комплекти багатьох маркшейдерсько-геодезичних приладів.

## Різновиди
Залежно від призначення виділяють:
- Віддалемірна рейка (для вимірювання відстаней);
- Нівелірна рейка (для виконання нівелювання; застосовують Р.г. типів РН-3, РН-0,5, РН-10, в яких літери означають «рейка нівелірна», а число — середню квадратичну похибку вимірювання перевищення у мм на 1 км подвійного ходу нівелювання);
- Топографічна рейка (для визначення відстаней і перевищень під час топографічної зйомки).

За конструктивними особливостями розрізнюють рейки: шашкову, штрихову, висувну, почіпну, складану та ін.

## Окремі види
- Рейка шашкова РН-3 — суцільна, довжиною 3 м з нанесеними сантиметровими шкалами (шашками), виконаними на одному боці чорною, а на іншому — червоною фарбою (рис. 1 а).

Рейка штрихова РН-05 — суцільна, довжиною 3 м з інварною стрічкою, один кінець якої закріплений жорстко в нижній основі корпуса рейки, а другий — у верхній; стрічці надано постійний натяг 20 кг; на ній нанесено дві суміжні штрихові шкали, віддаль між поділками якої становить 5 мм (рис. 1б).
- Рейка РН-10 — суцільна, довжиною 3 м, призначена для технічного нівелювання (рис. 1в).

Рейка висувна — зі змінною довжиною (рис. 1г).
- Рейка розкладна — довжиною 4 м, з шарнірним з'єднанням (рис. 1д).
- Рейка почіпна — суцільна, довжиною бл. 1 м з отвором на нульовій поділці для спеціального штифта при встановленні на марці у підвісному положенні (рис. 1е).
- Рейка шахтна — суцільна, довжиною 1,8 м для нівелювання в підземних гірничих виробках.

При виконанні робіт рейку встановлюють нульовою поділкою на центр геодезичного (маркшейдерського) пункту, репер, пікет, підкладень, характерну точку та ін. Відлік беруть за середньою ниткою поля зору нівеліра (рис. 1є).